# Johann Fortner
Pour les articles homonymes, voir Fortner.
Johann Fortner est un haut officier allemand (Generalleutnant) né le 25 novembre 1884 à Deux-Ponts et mort le 26 février 1947 à Belgrade. Pendant la Seconde Guerre mondiale, au service du Troisième Reich, il commande la 118e division de chasseurs depuis sa formation en mai 1941 jusqu'à ce qu'il soit relevé de ses fonctions en mars 1943. Sous son commandement, la division se livre à des opérations contre les Partisans en Yougoslavie occupée, principalement dans l'État indépendant de Croatie. Ses unités s'adonnent à des massacres de grande ampleur et des incendies contre des villages. Il sort du service actif en 1944. Après-guerre, il est extradé en Yougoslavie, traduit en justice, condamné pour crimes de guerre et exécuté.

## Seconde Guerre mondiale
En 1939, Johann Fortner est nommé directeur de l'entraînement à Landeck, au Tyrol. En mai 1941, il devient commandant de la 718e division d'infanterie, récemment formée, puis promu au grade de Generalmajor en juin 1941.
Pendant que Fortner est basé à Sarajevo, il se rend au Musée national de Bosnie et exige que les gardiens du musée lui remettent un manuscrit enluminé du XIVe siècle, appelé la Haggadah de Sarajevo. Le conservateur en chef, un musulman bosniaque, lui répond que le manuscrit a déjà été remis à un autre officier allemand. Puis le conservateur emmène clandestinement le manuscrit dans un village des montagnes, où l'imam local le cache dans sa propre bibliothèque. Après la guerre, le manuscrit est restitué.
Entre mai 1941 et juin 1942, la division de Fortner est la seule garnison permanente dans l'État indépendant de Croatie. Sous ses ordres, les membres de sa division exécutent des Juifs serbes et des Roms dans le territoire du commandant militaire en Serbie.
En novembre 1942, Fortner est promu au grade de Generalleutnant. Le 15 mars 1943, il est relevé de ses fonctions et placé en réserve. Le 31 mars 1944, il prend sa retraite. Après la fin de la guerre, Fortner est extradé en Yougoslavie, traduit en justice et déclaré coupable de l'assassinat de civils yougoslaves pendant qu'il commandait la 718e division d'infanterie. Il est condamné à mort le 16 février 1947 et pendu moins de deux semaines plus tard.

## Documentation
- Stephen Badsey et Paul Chester Latawski, Britain, NATO, and the Lessons of the Balkan Conflicts, 1991–1999, Taylor & Francis, 2004 (ISBN 0-71468-192-X, lire en ligne)
- Dermot Bradley, Karl-Friedrich Hildebrand et Markus Rövekamp, Deutschlands Generale und Admirale Part IV: Generale des Heeres 1921–1945 VOL.4: FI-G, Osnabrück, Biblio Verlag, 1993 (ISBN 3-76482-422-0)
- Donald Kenrick et Grattan Puxon, Gypsies Under the Swastika, University of Hertfordshire Press, 2009 (ISBN 978-1-90280-680-8, lire en ligne)
- Adam Parker, « Sarajevo Haggadah », Evening Post Publishing Co., Charleston, South Carolina, USA,‎ 20 avril 2008, p. 1F–3F (lire en ligne, consulté le 26 juin 2012)
- Ben Shepherd, Terror in the Balkans: German Armies and Partisan Warfare, Cambridge, Harvard University Press, 2012 (ISBN 978-0-674-04891-1)